# نووا تسرنگا
نووا تسرنگا (به صربی: Nova Crnja) یک شهرستان در صربستان است که در ناحیه بانات مرکزی واقع شده‌است. نووا تسرنگا ۱٬۴۹۱ نفر جمعیت دارد و ۷۷ متر بالاتر از سطح دریا واقع شده‌است.

## خواهرخوانده
شهرهای رکه، ناگیسناش، باکونیچرنیه و Leordeni خواهرخوانده‌های نووا تسرنگا هستند.